# Leonor Giménez de Mendoza
Leonor Giménez de Mendoza (Barquisimeto) es una empresaria y filántropa venezolana, por cinco años fue presidenta de las Empresas Polar y es presidenta y fundadora de la Fundación Empresas Polar.

## Biografía
Leonor Giménez nace en Barquisimeto, Estado Lara. En esta ciudad estudia primaria y bachillerato en el Colegio María Auxiliadora. Vive un año en Montreal, Canadá, donde perfecciona su francés. En 1956, viaja con su madre a Madrid, España, luego del fallecimiento de su padre. Allí conoce y se compromete con Lorenzo A. Mendoza Quintero. En 1959 se casan en Caracas donde establecen su residencia y tienen seis hijos: Elisa, Leonor, Isabel, Lorenzo, Patricia y Juan Simón. En 1976 le corresponde acompañar a su esposo en el rol de líder del negocio familiar: Empresas Polar. Juntos, en 1977, dan vida a la Fundación Empresas Polar. Más adelante, tras la muerte de su esposo en 1987, le toca asumir las riendas de la empresa por cinco años e, igualmente, formar parte de su Junta Directiva.
Además, fue presidenta de la Asociación de Damas Salesianas y miembro de la Junta Directiva del Centro de Atención Nutricional Infantil Antímano (CANIA), institución sin fines de lucro, creada por Cervecería Polar, que presta servicios desde 1995.

## Premios y reconocimientos
- Medalla Páez de las Artes (2021)[5][6]